# Хриплин
Хри́плин — село в Україні, в Івано-Франківському районі Івано-Франківській області. Входить до складу Івано-Франківської міської громади. Розташоване біля шосейної дороги, що з'єднує села Микитинці і Черніїв.

## Історія
Взято з книги «Історія села ХРИПЛИН»: Село Хриплин розмістилось за 4 кілометри на південний схід від обласного центру та на захід від Тисмениці, поруч Бистриці Надвірнянської і її притоки Млинівки (неподалік злиття цих рік). Поселення відоме з XV століття. Перша знана на сьогодні письмова згадка про село Creplin припадає на 1436 рік (краєзнавець П. Сіреджук наводить у своїй праці «Як і коли заселялось Прикарпаття» іншу дату — 1438 рік).
Проте село виникло значно швидше. Науковцями давно доведено, що населений пункт може існувати сотню-другу років, перш ніж потрапляє в офіційні документи чи якісь інші письмові реєстри.
Хриплин виник, ймовірно, після Батиєвого нашестя, десь наприкінці XIII чи на початку XIV століть…
У XV ст. разом з Чернієвом і Богородчанами стало власністю Яна Бучацького (Яна з Бучача). 1578, 1618, 1621 р. було зруйноване татарами. У 1783 році власник сіл Хриплин, Хом'яків і Черніїв шляхтич Міхал Жевуський продав їх за 31768 злотих Францішку Жевуському.

### Назва
У різний час назва села зустрічається в таких модифікаціях: Хреплін, Храплін і Хриплін. З другої половини XIX століття найменування села унормовується за сучасним варіантом — Хриплин.

## Населення

### Мова
Розподіл населення за рідною мовою за даними перепису 2001 року:
| Мова            | Кількість | Відсоток |
| --------------- | --------- | -------- |
| українська      | 1877      | 99.47%   |
| російська       | 7         | 0.37%    |
| білоруська      | 2         | 0.11%    |
| інші/не вказали | 1         | 0.05%    |
| Усього          | 1887      | 100%     |

## Релігійні громади
- церква святої великомучениці Параскеви (1860; УГКЦ; дерев'яна),
- церква Різдва Пресвятої Богородиці (ПЦУ).

## Залізничний вузол
Після будівництва галицького відтинку Трансверсальної залізниці в селі появилась вузлова залізнична станція. 4 гілки розходились до Станіслава, Чернівців (через Коломию), Вороненки (через Делятин), Гусятина (через Нижнів, Монастириська, Бучач, Чортків).

## Відомі люди
Народились
- Степан Бурдин-«Знайда», «Шрам» (*5 січня 1911 — †21 липня 1947) — сотенний сотні «Лебеді» куреня «Дзвони» Станіславського 22 ТВ «Чорний Ліс», військовий референт Станіславівського окружного проводу ОУН, хорунжий УПА, Лицар Бронзового Хреста Бойової Заслуги[5].
- Гах Дмитро «Скуба» (*10.10.1919 — †27.09.1945, біля с. Воскресинці Коломийського р-ну Івано-Франківської обл.) — командир чоти вишкільного куреня УНС «Чорні чорти» (1943), сотні «Сурма» (1944), куреня «Гайдамаки» ТВ-21 «Гуцульщина» (10.1944-09.1945); хорунжий (15.04.1945), поручник (31.08.1945), сотник (27.09.1945), майор (15.02.1946) УПА; відзначений Срібним хрестом бойової заслуги 1 класу (25.04.1945)[6].
- Гринь Петришин — посол (депутат) австрійського парламенту у Відні.

Проживали
- Гретчук Ярослав Петрович — заслужений журналіст України, член Національної спілки журналістів України, спеціальний кореспондент парламентського телеканалу «Рада» Верховної Ради України, віце-президент Асоціації спортивних журналістів. Похований в селі.

## Галерея

Сільрада
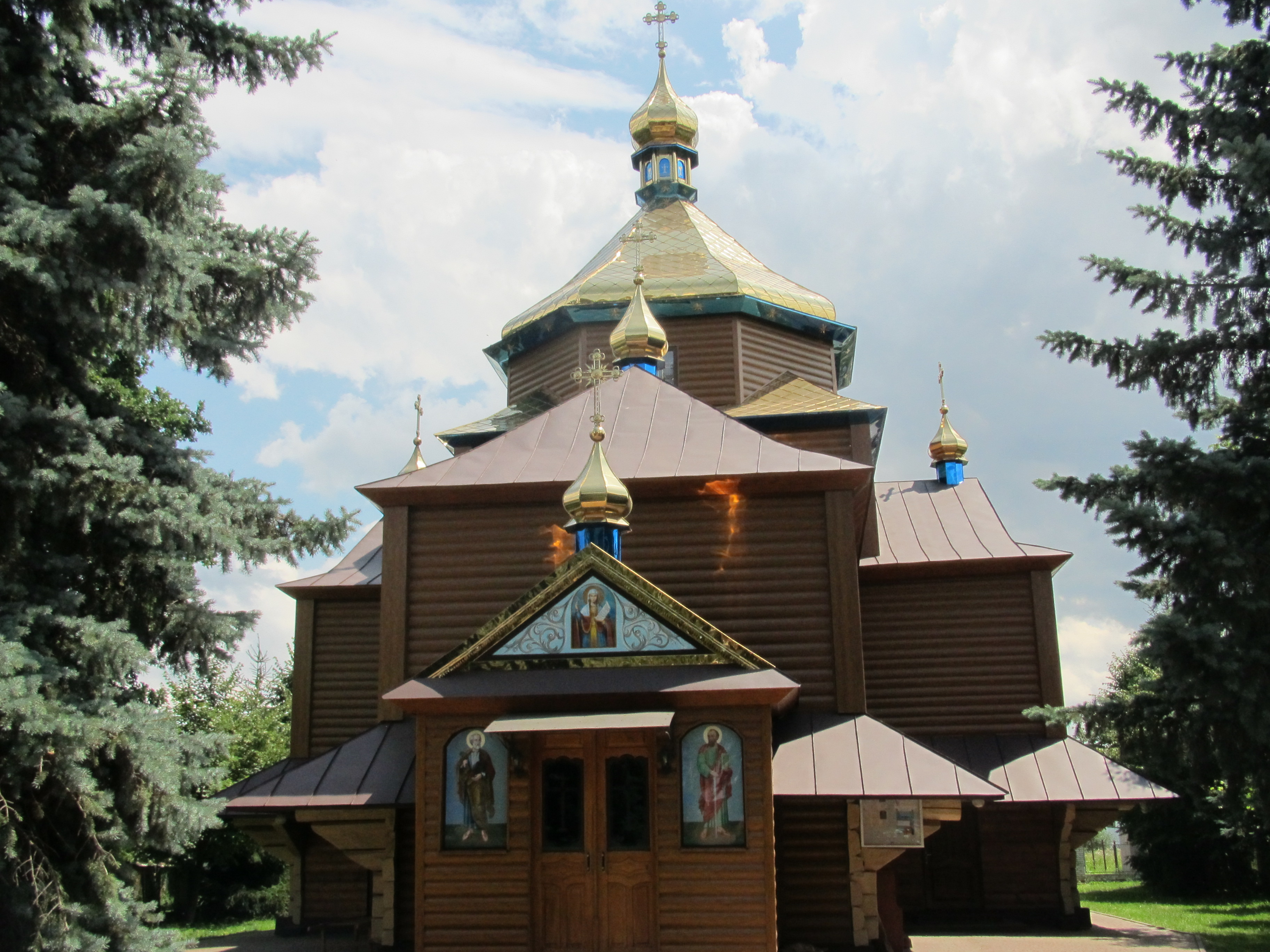
Церква Святої Параскеви
Храм Різдва Пресвятої Богородиці
Пам'ятник
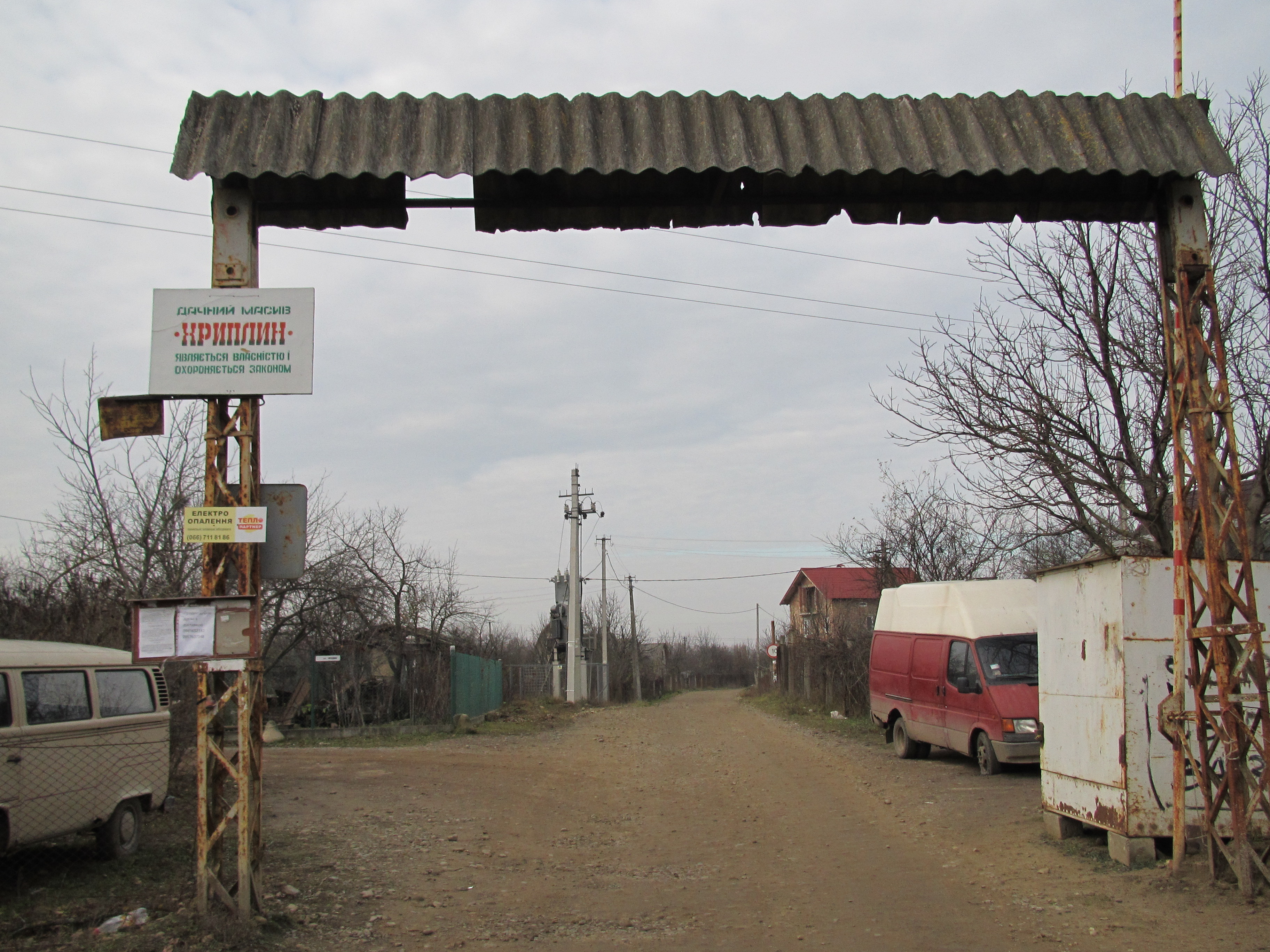
Дачний масив "Хриплин"
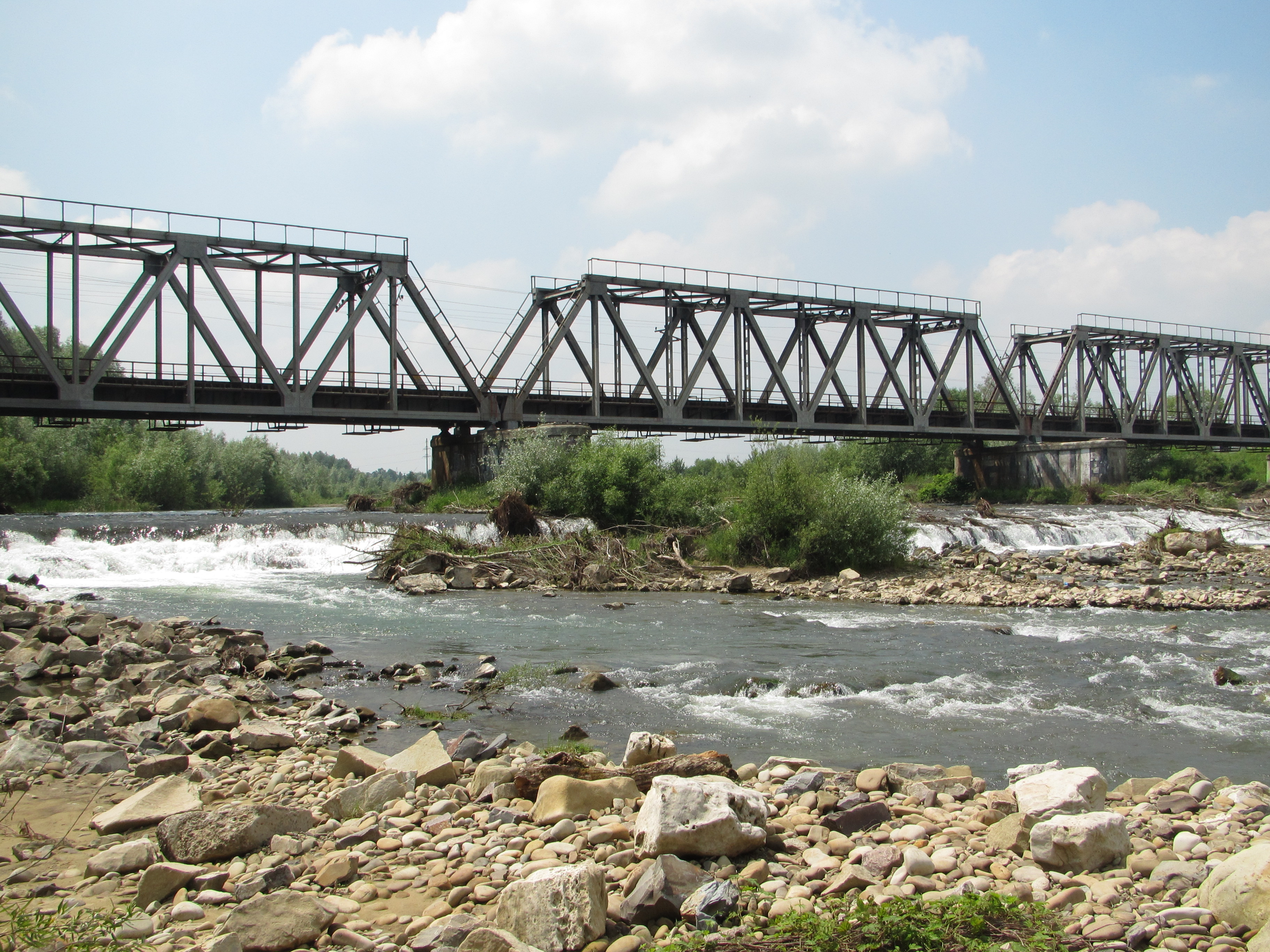
Залізничний міст